# 向希特勒宣誓

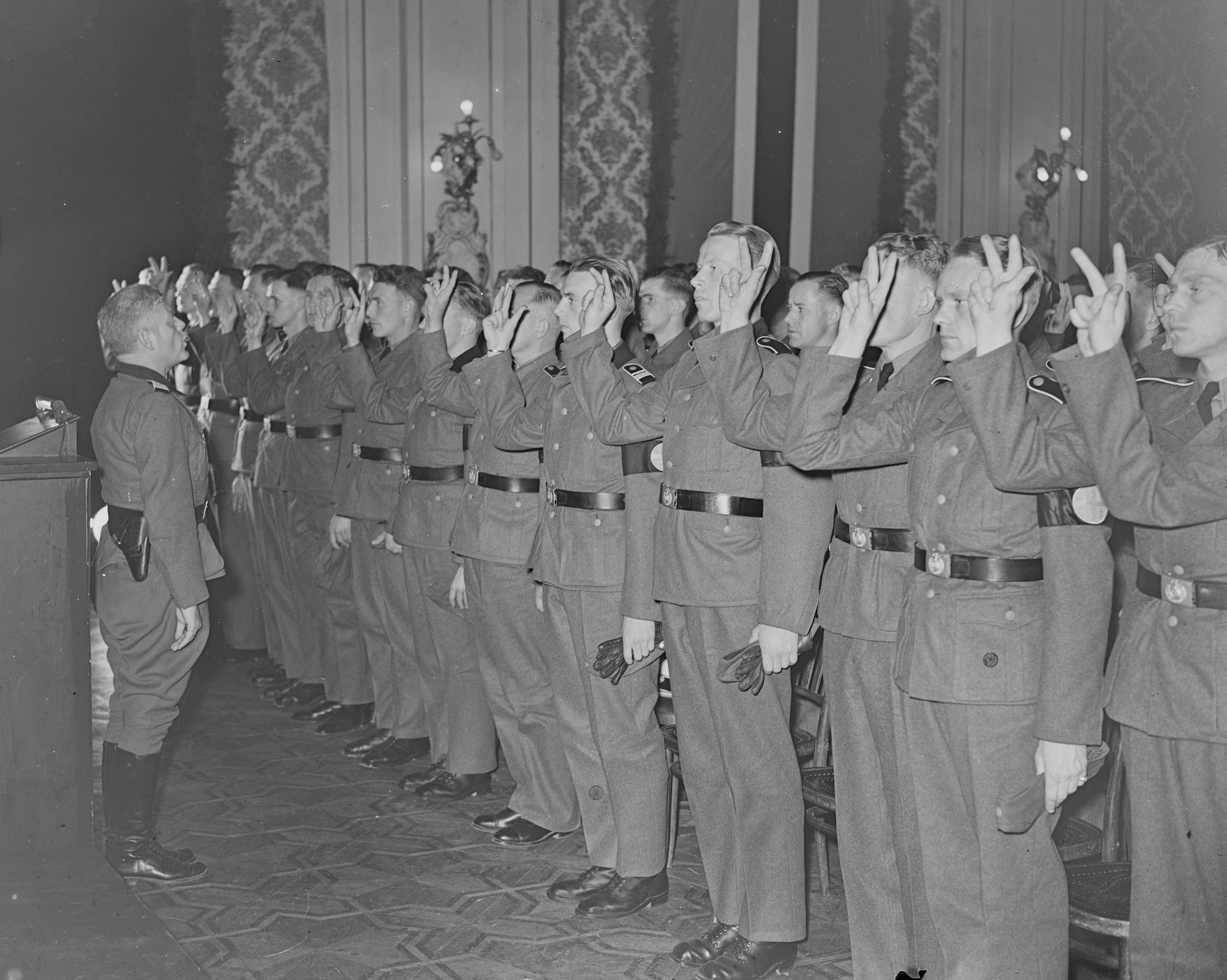
挪威党卫队成员正在向希特勒宣誓

向希特勒宣誓是指纳粹德国的各个组织的成员都被要求向阿道夫·希特勒本人宣誓效忠。这一步骤的目的在于强化个人对希特勒的忠诚。1934年起，德意志國防軍所有人员以及所有公务员都必须宣读效忠希特勒的誓词。党卫队人员有另一套效忠希特勒的誓词，他们的誓词可能就是所有公职人员都必须宣读的效忠希特勒的誓词的原型。